# Кондон, Эдвард Улер
Э́двард У́лер Ко́ндон (англ. Edward Uhler Condon; 2 марта 1902 — 26 марта 1974) — американский физик-ядерщик, основоположник квантовой механики, участвовал в разработке радиолокационной станции и ядерного оружия во время Второй Мировой войны в рамках Манхэттенского проекта. В его честь названы принцип Франка — Кондона и правила Слейтера — Кондона.
Кондон был директором Национального института стандартов и технологий (НИСТ) с 1945 до 1951 года. В 1946 году являлся президентом Американского физического общества, а в 1953 году — президентом Американской ассоциации содействия развитию науки.
В период маккартизма, когда предпринимались гонения на «коммунистических симпатиков» в США, Эдвард Кондон был мишенью для Комиссии по расследованию антиамериканской деятельности на том основании, что он был «сторонником» «нового революционного движения» — квантовой механики; Кондон защищал себя с изумительной приверженностью к физике и науке.
Когда он сделал свой первый вклад в теоретическую физику в 1926 году, слова «физика» не было в лексиконе большинства американцев, а революционные концепции квантовой механики и теории относительности были разработаны лишь в Европе; к 1960 году применение электроники и физики твёрдого тела начало необратимо менять жизни людей, и значение ядерной физики было очевидным каждому.
В 1968 году Кондон стал широко известен своим докладом «Научное исследование неопознанных летающих объектов», официальной статьёй, финансируемой военно-воздушными силами Америки, в котором пришёл к заключению, что у неопознанных летающих объектов (НЛО) прозаичное объяснение. В честь Кондона назван кратер на Луне.

## Ранние годы, образование
Эдвард Кондон родился 2 марта 1902 года в Аламогордо, штат Нью-Мексико, в семье Уильяма Эдварда Кондона и Каролин Улер Кондон. Его отец руководил строительством узкоколейной железной дороги. Кондона растили квакером. Конкурирующие интересы Эдварда, наука и журналистика, тянули его в различные направления. В бурный 1918 год, окончив школу, он предпочел стать репортёром для Oakland Enquirer, нежели продолжать учебу в колледже. Он проработал на этой должности 3 года.
В 1921 году он поступил на 1 курс химического факультета Калифорнийского университета в Беркли, но когда он узнал, что его школьный учитель физики, У. Уильямс, поступил на работу на факультет физики тоже в Беркли, он предпочел занятиям по химии лекции Уильямса по теоретической физике; таким образом, выбор его карьеры был определен. В этом же, 1922 году, он женился на Эмили Гонзиг, которая поддерживала Эдварда в его научных исследованиях и активно способствовала его внеаудиторной деятельности. Эдвард Кондон получил степень бакалавра за три года, сразу продолжил работу по физике, и получил кандидатскую степень в 1926 году. Р. Бирдж в то время сделал большой прогресс в измерении и анализировании интенсивностей спектральных полос. Для того чтобы предложить объяснение закономерности интенсивностей, Кондон объединил эти наблюдения с предположением Джеймса Франка относительно фотораспада двуатомных молекул. Он подробно описал это за пару выходных и представил Бирджу в качестве кандидатской диссертации.
В те годы обучение физике не было полным без одного или двух лет, проведённых в Германии. Кондон получил должность в Национальном научно-исследовательском совете, и они с Эмили и младенцем Мэри (в наст.время Миссис Уэйн Торнтон мл.) провели осень 1926 года в Гёттингене и весну 1927 года в Мюнхене. Он перенял вероятностную интерпретацию квантовой механики от Макса Борна и под руководством Арнольда Зоммерфелда переписал свою кандидатскую диссертацию в терминах квантовой механики, сформулировав, таким образом, принцип Франка — Кондона.
Осенью 1927 года по объявлению в Physical Review Кондон устроился на работу по связям с общественностью в Bell Telephone Laboratories, где содействовал открытию дифракции электронов В Bell Telephone Laboratories. Дэвиссон и Джермер провели эксперимент по рассеянию низкоэнергетических электронов на монокристалле никеля, который привел к открытию дифракции электронов. Сначала важность этой работы не была оценена Bell Telephone Laboratories, и Кондон уделил много времени, чтобы объяснить людям, что эта работа предназначена для номинирования на Нобелевскую премию, а Bell Telephone Laboratories будет являться первым промышленным предприятием, в чью пользу будет вынесено решение по присуждению премии.

## Начало карьеры
Кондон некоторое время преподавал в Колумбийском университете и был помощником профессора физики в Принстонском университете с 1928 по 1937 гг, за исключением года, проведённом в университете Миннесоты. Позднее Кондон отметил, что первый год в Принстоне был самым плодотворным в его жизни. Там он вместе с Рональдом Гёрни интерпретировал спонтанный альфа-распад ядер в терминах квантово-механического туннелирования.
В 1929 году вместе с Филипом Морсом он написал «Квантовую механику», первый англоязычный текст по этой теме. Вместе с Шотли он написал «Теорию атомных спектров», «являющуюся своего рода библией по этой теме с момента публикации в 1935 году»
. С 1928 по 1938 гг Кондон написал 9 статей по общей квантовой механике, 6 статей по атомным спектрам, 8 статей по квантовой механике молекул, 2 статьи по теории твёрдого тела и 2 статьи по биологическому влиянию радиации. К тому же есть еще 3 статьи в American Physics Teacher, написанных простых языком для понимания физических концепций, две на полуфилософские темы и еще одна, которая может быть рассмотрена и как ранний пример технологического исследования, и как пример чувства юмора Эдварда Кондона. По завершении «Теории атомных спектров» Кондон вернулся к изучению атомного ядра. Он работал совместно с Грегори Брейтом над исследованием фотораспада дейтрона. Но он считал более важной работу, сделанную совместно с Брейтом и Презентом, по теоретической интерпретации экспериментальных результатов, полученных Тувом, Хэфстэдом и Гейденбергом в Институте Карнеги в Вашингтоне, по рассеянию протонов на протонах при энергиях в 1 миллион вольт. Эти результаты показали достаточно ясную зарядовую независимость сильных ядерных сил, действующих между нуклонами, на которых основывались все новые ядерные теории.
В 1937 году Эдвард Кондон принимает решение покинуть Принстонский университет и поступает на службу в «Вестингауз электрик» (Westinghouse Electric Company) на должность помощника руководителя исследовательской группы. Он с семьёй, пополненной ещё двумя сыновьями, Полом Эдвардом и Джозефом Генри, переезжают в Питтсбург. Там он провёл ряд исследований по ядерной физике, физике твёрдого тела и масс-спектроскопии. Затем Кондон возглавил исследование по разработке радиолокационной станции. Он также работал с оборудованием, ранее используемым для изолирования урана, для применения в атомных бомбах. Во время Второй Мировой войны он работал советником при Национальном исследовательском оборонном комитете и помогал в организации радиационной лаборатории в Массачусетском технологическом институте.
В 1943 году Кондон присоединился к Манхэттенскому проекту. По прошествии 6 недель он ушел в отставку в результате конфликта по поводу безопасности с генералом Лесли Гровесом, руководителем военного проекта. В его заявлении об отставке он объяснял: «Что расстраивает меня больше всего, так это исключительно секретная политика безопасности… Я не чувствую себя достаточно компетентным, чтобы подвергать сомнению её разумность, поскольку я совершенно не имею информации о степени вражеского шпионажа и диверсионной деятельности. Я только хочу сказать, что в моем случае крайняя озабоченность безопасностью была отвратительно тягостной — особенно обсуждение цензуры почты и телефонных звонков».
С августа 1943 по февраль 1945 гг. Кондон работал в Беркли над разделением U-235 и U-238. В 1944 году Кондон был выбран в Национальную академию наук. Он работал научным советником сенатора Брайана МакМэхона, председателя специального комитета сената по атомной энергии, который составил закон Закон об атомной энергии, также известный как «Закон Макмэхона — Дугласа», подписанный в августе 1946 года, согласно которому была создана Комиссия по атомной энергии США
. Принимая международную точку зрения, Кондон способствовал международному научному сотрудничеству и присоединился к Американскому советскому научному обществу.

## Директор НИСТ
В 1945 году президент Гарри Трумэн назначил Кондона директором Национального бюро стандартов (ныне известного как НИСТ). Он без возражений был поддержан Сенатом и работал там до 1951 года. Кондон был первым директором НБС, назначенным, не будучи сотрудником бюро, первым директором, выбранным из индустрии, первым физиком-теоретиком, управляющим бюро, и первым и единственным директором, живущим в доме на территории бюро. Эдвард Кондон также был президентом Американского физического общества в 1946 году.
За последующие 10 лет состояние доступа Кондона к секретной информации было неоднократно подвержено сомнению, пересмотрено и восстановлено. Конгрессмен Дж. Парнелл Томас, глава Комиссии по расследованию антиамериканской деятельности, предоставил информацию, порочащую благонадёжность Эдварда Кондона, в Washington Times-Herald; это было опубликовано в двух статьях в марте 1947 года. Таким образом Томас пытался использовать постоянные разногласия, чтобы выступать за увеличение ассигнований своего комитета для содействия неприятию МакМэхонского закона, поддерживаемого Кондоном, и пытался привлечь благосклонную аудиторию в период выборов. 24 февраля 1948 года Министерство торговли сняло с Кондона обвинение в измене. В сообщении комиссии по расследованию антиамериканской деятельности от 2 марта 1948 года говорилось: «Оказалось, что доктор Кондон является одним из самых слабых звеньев в нашей атомной безопасности». Кондон ответил: «Если это правда, то я являюсь одним из самых слабых звеньев в атомной безопасности, что очень приятно, и страна может чувствовать себя в абсолютной безопасности из-за того, что я вполне надёжный, добросовестный и предан интересам своей страны, так как вся моя жизнь и карьера ясно это показывают».
Его защищали Альберт Эйнштейн и Гарольд Юри. Весь физический факультет Гарварда и многочисленные профессиональные объединения написали Трумэну в поддержку Кондона. 12 апреля 1948 года в Чрезвычайном Комитете ученых-атомщиков состоялся обед в поддержку Эдварда Кондона, где среди организаторов было 9 лауреатов Нобелевской премии. Национальная академия наук, напротив, рассмотрела только заявление, критикующее действия Комиссии по расследованию антиамериканской деятельности, нежели аргументы в защиту Кондона. Несмотря на широко распространённую поддержку среди её членов (275 к 35) руководство Национальной академии наук не выпустило постановление, и вместо этого решило провести неофициальную беседу с конгрессменом Томасом. 15 июля 1948 года Комиссия по атомной энергии предоставила Кондону доступ к закрытой информации, позволяющий ему получать доступ к секретным данным в НИСТе.
В сентябре 1948 года на ежегодном заседании Американской ассоциации содействия развитию науки (ААРН) президент Трумэн обвинил конгрессмена Томаса и Комиссию по расследованию антиамериканской деятельности в том, что необходимые научные исследования «могут быть прекращены из-за создания обстановки, в которой ни один человек не чувствует себя защищенным от публичных необоснованных слухов, сплетен и клеветы». Он назвал действия Комиссии по расследованию антиамериканской деятельности «самой антиамериканской вещью, с которой нам приходится сегодня бороться. Это обстановка тоталитарной страны».
В июле 1949 года Кондон свидетельствовал перед подкомитетом Сената. Он критиковал Томаса и Комиссию по расследованию антиамериканской деятельности за проведение закрытых слушаний и последующую утечку информации, которые порочили его благонадежность и благонадежность других учёных.
В 1951 году с окончательно очищенной репутацией Кондон поступает на должность руководителя исследований и разработок в Corning Inc.. Там он занимается исследованием структуры стекла и применением его свойств. В 1954 году он публикует 4 статьи по физике стеклообразного состояния.
27 декабря 1951 года Кондон был выбран на пост главы Американской ассоциации содействия развития науки в 1953 году. В сентябре 1952 года Кондон в своих показаниях перед комиссией конгресса имел первую возможность отвергнуть под присягой все обвинения в измене, которые были выдвинуты против него. Комиссия по расследованию антиамериканской деятельности в своем годовом отчете за 1952 год пришла к заключению, что Кондон был не допущен к секретной информации по причине его «склонности к общению с неблагожелательными лицами или лицами сомнительной верности и его пренебрежением необходимыми правилами безопасности». 30 декабря 1952 года Кондон стал президентом ААРН на её ежегодном заседании, где, согласно журналу «Бюллетень учёных-атомщиков», «бурные аплодисменты его коллег, сопровождающие его официальное введение в должность, были подтверждением их доверия в его преданности и честности».

## Завершение карьеры
Кондон был профессором физики в Вашингтонском университете в Сент-Луисе с 1956 по 1963 гг, затем в университете Колорадо в Боулдере с 1963 года, где он был также членом Объединённого института лаборатории астрофизики до ухода на пенсию в 1970 году.
С 1966 по 1968 гг. Кондон руководил Боулдеровским Проектом по НЛО, известным как комитет Кондона. Он был выбран за своё высокое положение и отсутствие каких-либо установленных позиций по поводу НЛО. Позднее он писал, что он согласился возглавить проект «на основании призыва к повиновению, чтобы заниматься необходимой государственной работой» со стороны управления научными исследованиями ВВС США. Его конечный доклад заключал, что у неопознанных летающих объектов прозаичное объяснение. Оно было упомянуто в качестве ключевого фактора в целом низкого уровня интереса к НЛО среди основных учёных и академиков.
В 1964 году Кондон был также президентом Американского института физики и Американской ассоциации учителей физики. Он был президентом Общества социальной ответственности в науке (1968—1969) и сопредседателем Национального комитета за разумную ядерную политику (1970). Он редактировал справочник по физике (Handbook of Physics) совместно с Хью Одишоу из Университета Аризоны. В 1968 году Оптическое общество наградило его медалью Фредерика Айвса. Когда Кондон уже был на пенсии, его коллеги оказали ему честь публикацией фестшрифта
Кондон умер 26 марта 1974 года в больнице Боулдер Коммьюнити в Колорадо. «Атомная структура» (Atomic Structure), которую Кондон написал с Галисом Обадаси, вышла несколькими годами позже в 1980 году. Национальный институт стандартов и технологии ежегодно присуждает награду имени Кондона. Она признает выдающиеся достижения в письменном изложении в науке и технологии в НИСТе. Награду выдают с 1974 года. В честь Кондона назван кратер.

## Основные труды

### Оригиналы
- E. U. Condon, P. M. Morse. Quantum Mechanics. — New York: McGraw-Hill Book Co., 1929. — 250 с.
- E. U. Condon, G. Shortley. The Theory of The Atomic Spectra. — New York: Cambridge Univ. Press, 1935.
- E. U. Condon, G. Breit. Interaction between protons as indicated by scattering experiments // Phys. Rev.. — 1936. — Т. A, № 49. — С. 866.
- E. U. Condon, G. Breit. The photoelectric effect of the deuteron // Phys. Rev.. — 1936. — № 49. — С. 904.
- E. U. Condon, G. Breit and R. D. Present. Theory of scattering of protons by protons // Phys. Rev.. — 1936. — № 50. — С. 825.
- E. U. Condon. The Franck-Condon principle and related topics // Am. J. Phys.. — 1947. — № 15. — С. 365.
- E. U. Condon, H. Odishaw. Handbook of Physics. — New York: McGraw-Hill Book Co., 1958.,
- E. U. Condon, H. Odabasi. Spin-orbit interaction in self-consistent fields. In: Quantum Theory of Atoms, Molecules, Solid State. — New York: Academic Press, Inc., 1966.
- E. U. Condon. Scientific Study of Unidentified Flying Objects. — New York: E. P. Dutton & Co., Inc., 1969.

### Переводы на русский язык
- Кондон Е., Шотли Г. Теория атомных спектров / Пер. с англ. Э. И. Смородинской; Под ред. В. Б. Берестецкого. — Москва: Изд. иностр. лит., 1949. — 440 с.

## Комментарии
1. ↑  Некоторые источники относят «Теорию атомных спектров" (The Theory of Atomic Spectra) к 1936, но факсимильные издания наряду с Уиллером указывают 1935 год в качестве правильной даты установления авторского права[15]
2. ↑  В «Нью-Йорк Таймс» (The New York Times) писали, что он должен быть президентом этой организации в 1954 году, но Уанг[34] установила, что срок был в 1953 году[33][34]